# Roebling Award
Der Roebling Award des Construction Institute der American Society of Civil Engineers (ASCE) wird für besondere Leistungen im Bereich konstruktiver Ingenieurbau (Construction Engineering) verliehen. Sie ist nach John A. Roebling, Washington Roebling und dessen Frau Emily Warren Roebling benannt, den Erbauern der Brooklyn Bridge. Der Preisträger muss ASCE-Mitglied sein. Er hält auf der jährlichen Versammlung der ASCE eine Vorlesung, die Roebling Lecture.
Es gibt auch einen Roebling Award der New Yorker Sektion der ASCE (Metropolitan Section) speziell für Brückenbau. Es gibt auch die John A. Roebling Medal für Lebensleistung im Brückenbau der International Bridge Conference vergeben von der ESWP (Engineers Society of Western Pennsylvania).

## Preisträger
- 1988 George A. Fox (1920–2001), ehemaliger Vorstand der Grow Tunneling Corporation und als solcher verantwortlich für die Konstruktion des größten US-amerikanischen Tunnelbauprojekts, des Water Tunnel Nr. 3 in New York City[3]
- 1991 Martin N. Kelley
- 1993 Joe B. McNabb
- 1995 Donald K. Stager
- 1997 William A. Eskins
- 1999 Man-Chung Tang
- 2001 Bruce D. McKellar
- 2002 Raymond W. Henn
- 2003 Lester M. Hunkele III.
- 2004 John C. Shimmick
- 2005 F. Keith Jacobson
- 2007 J. Patrick Powers
- 2009 Edwin K. McNinch, Brückenbauingenieur, er erhielt als erster den Preis posthum.[4]
- 2013 David W. Johnston
- 2014 Michael D. Flowers
- 2017 Raymond Paul Giroux
- 2018 Ahmad Itani
- 2019 Andres Baquerizo
- 2021 John S. Dunham
- 2025 Walter Eggers